# Governatori romani delle Mauritanie

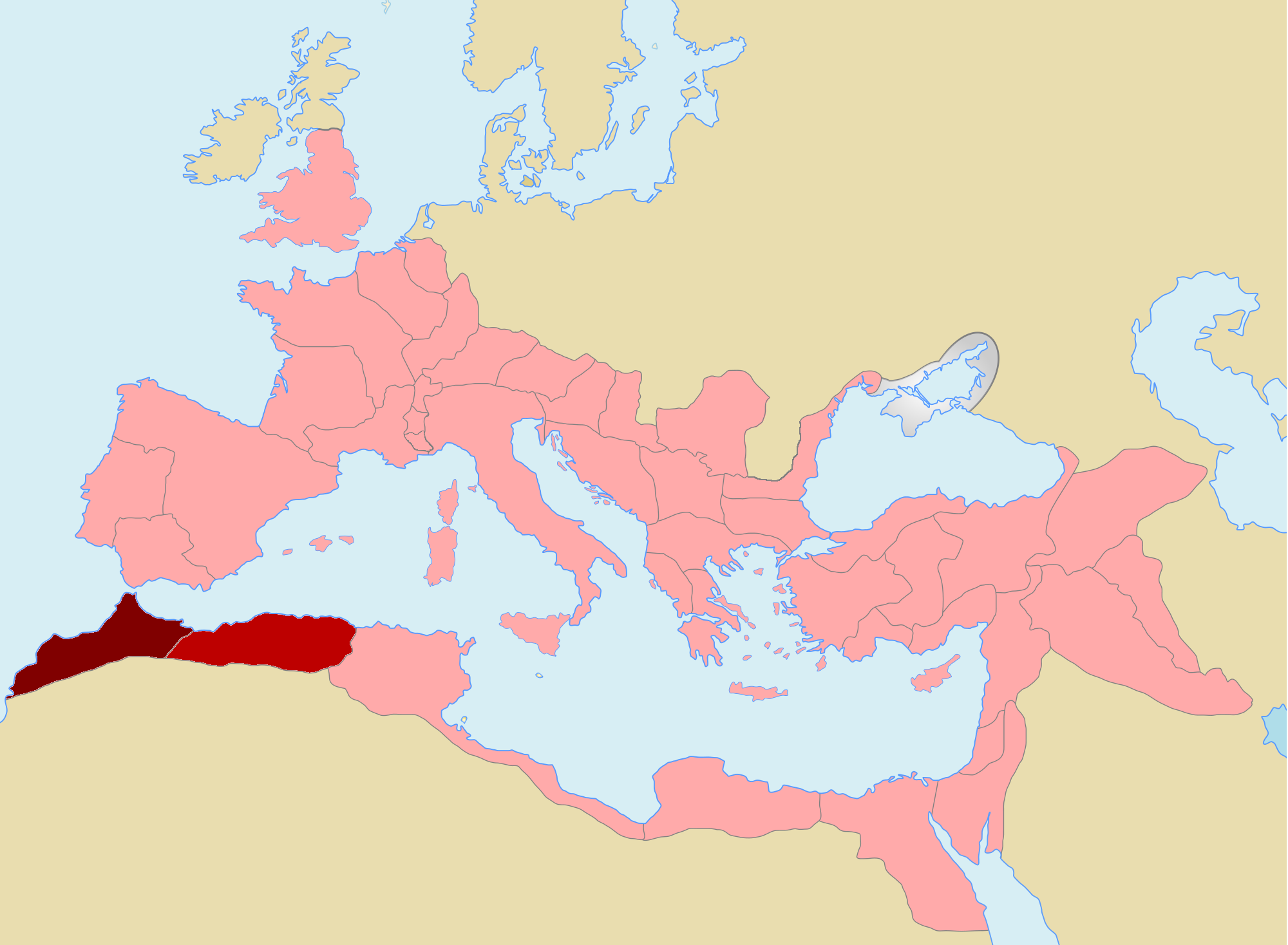
Le province di Mauretania Tingitana (a sinistra) e Caesariensis (a destra), all'interno dell'impero romano

Questa è la lista dei governatori romani conosciuti delle province delle Mauritanie, localizzata nei moderni stati di Marocco e Algeria. Sino alla riforma dioclezianea, tutti i governatori sono da intendere come Procurator Augusti. In seguito alla riforma, la difesa delle province venne affidata ad un Comes Tingitaniae e ad un Dux limitis Mauretaniae Caesariensis, l'amministrazione a tre praeses (Tingitana, Caesariensis e Sitifensis).

## Le province mauritanie
Il regno di Mauretania fu lasciato in eredità da Bocco II, una volta morto nel 33 a.C., ad Ottaviano, il quale instituiì ben nove colonie lungo le sue coste: a Igilgili, Saldae, Tubusuctu, Rusazu, Rusguniae, Aquae Calidae, Zuccabar, Gunugu e Cartenna. Nel 25 a.C. però, una volta divenuto princeps con il nome di Augusto, preferì ricostituirne un regno cliente, affidandolo a Giuba II, suo compagno di studi, che era stato allevato a Roma dopo essere stato condotto nella capitale, in seguito alla sconfitta del padre Giuba di Numidia contro Gaio Giulio Cesare a Tapso nel 46 a.C.
L'annessione avvenne nel 40 sotto Caligola, mentre la costituzione in province, di Mauretania Caesariensis e di Mauretania Tingitana avvenne solo nel 42 al tempo dell'imperatore, Claudio. Entrambe furono province imperiali, governate da un procurator Augusti.
A partire dalla Tetrarchia di Diocleziano (293), le due province subirono un'ulteriore suddivisione e dalla Mauretania Caesariense venne staccata la piccola regione all'estremità orientale con il nome di Mauretania Sitifense (Mauretania Sitifensis), che prendeva il nome dalla città di Sitifis, attuale Sétif). La Mauretania Tingitana venne annessa alla diocesi della Spagna. Nella successiva riorganizzazione operata nel periodo compreso tra la riunificazione imperiale di Costantino I (nel 324) e la morte di Teodosio I (nel 395), la diocesi delle Spagne fu sottoposta al controllo della Prefettura del pretorio delle Gallie. Il periodo tardo imperiale vide la difesa provinciale affidata ad un Comes Tingitaniae e ad un Dux limitis Mauretaniae Caesariensis, mentre l'amministrazione a tre praeses, di Mauretania Tingitana, Caesariensis e Sitifensis.
| EVOLUZIONE DELLE PROVINCE DI MAURITANIA        | EVOLUZIONE DELLE PROVINCE DI MAURITANIA                         | EVOLUZIONE DELLE PROVINCE DI MAURITANIA                         | EVOLUZIONE DELLE PROVINCE DI MAURITANIA                         | EVOLUZIONE DELLE PROVINCE DI MAURITANIA                         | EVOLUZIONE DELLE PROVINCE DI MAURITANIA                         | EVOLUZIONE DELLE PROVINCE DI MAURITANIA                         |
| ---------------------------------------------- | --------------------------------------------------------------- | --------------------------------------------------------------- | --------------------------------------------------------------- | --------------------------------------------------------------- | --------------------------------------------------------------- | --------------------------------------------------------------- |
| prima della conquista romana                   | regno di Mauretania                                             | regno di Mauretania                                             | regno di Mauretania                                             | regno di Mauretania                                             | regno di Mauretania                                             | regno di Mauretania                                             |
| dal 33 a.C.                                    | Mauretania (in eredità a Ottaviano da Bocco II)                 | Mauretania (in eredità a Ottaviano da Bocco II)                 | Mauretania (in eredità a Ottaviano da Bocco II)                 | Mauretania (in eredità a Ottaviano da Bocco II)                 | Mauretania (in eredità a Ottaviano da Bocco II)                 | Mauretania (in eredità a Ottaviano da Bocco II)                 |
| dal 25 a.C.                                    | Regno di Mauretania (regno cliente di Roma lasciato a Giuba II) | Regno di Mauretania (regno cliente di Roma lasciato a Giuba II) | Regno di Mauretania (regno cliente di Roma lasciato a Giuba II) | Regno di Mauretania (regno cliente di Roma lasciato a Giuba II) | Regno di Mauretania (regno cliente di Roma lasciato a Giuba II) | Regno di Mauretania (regno cliente di Roma lasciato a Giuba II) |
| dal 41                                         | Mauretania Tingitana                                            | Mauretania Tingitana                                            | Mauretania Cesariense                                           | Mauretania Cesariense                                           | Mauretania Cesariense                                           | Mauretania Cesariense                                           |
| dal 193                                        | Mauretania Tingitana                                            | Mauretania Tingitana                                            | Mauretania Cesariense                                           | Mauretania Cesariense                                           | Mauretania Cesariense                                           | Mauretania Cesariense                                           |
| con la riforma di Diocleziano                  | Mauretania Tingitana                                            | Mauretania Tingitana                                            | Mauretania Cesariense                                           | Mauretania Cesariense                                           | Mauretania Sitifense                                            | Mauretania Sitifense                                            |
| al momento della divisione dell'impero nel 395 | Mauretania Tingitana                                            | Mauretania Tingitana                                            | Mauretania Cesariense                                           | Mauretania Cesariense                                           | Mauretania Sitifense                                            | Mauretania Sitifense                                            |

## Lista di governatori
| Lista dei Governatori delle Mauritanie                        | Lista dei Governatori delle Mauritanie                                                                             | Lista dei Governatori delle Mauritanie                                                                             | Lista dei Governatori delle Mauritanie | Lista dei Governatori delle Mauritanie | Lista dei Governatori delle Mauritanie | Lista dei Governatori delle Mauritanie |
| ------------------------------------------------------------- | --- | --- | --- | --- | --- | --- |
| Anno                                                          | Mauretania Tingitana                                                                                               | Mauretania Tingitana                                                                                               | Mauretania Caesariensis | Mauretania Caesariensis | Mauretania Caesariensis | Mauretania Caesariensis |
| 44                                                            | Marco Fadio Celere Flaviano Massimo (procurator Augusti pro legato)                                                | Marco Fadio Celere Flaviano Massimo (procurator Augusti pro legato)                                                | Marco Fadio Celere Flaviano Massimo (procurator Augusti pro legato) | Marco Fadio Celere Flaviano Massimo (procurator Augusti pro legato) | Marco Fadio Celere Flaviano Massimo (procurator Augusti pro legato) | Marco Fadio Celere Flaviano Massimo (procurator Augusti pro legato) |
| 48/53                                                         | Gaio Rutilio Secondo (procurator Augusti pro legato)                                                               | Gaio Rutilio Secondo (procurator Augusti pro legato)                                                               | ... | ... | ... | ... |
| 53/58                                                         | ignotus (procurator Augusti pro legato)                                                                            | ignotus (procurator Augusti pro legato)                                                                            | ignotus (procurator Augusti pro legato) | ignotus (procurator Augusti pro legato) | ignotus (procurator Augusti pro legato) | ignotus (procurator Augusti pro legato) |
| 69                                                            | Lucceio Albino (procurator Augusti pro legato)                                                                     | Lucceio Albino (procurator Augusti pro legato)                                                                     | Lucceio Albino (procurator Augusti pro legato) | Lucceio Albino (procurator Augusti pro legato) | Lucceio Albino (procurator Augusti pro legato) | Lucceio Albino (procurator Augusti pro legato) |
| 73-75                                                         | Sesto Senzio Ceciliano (legatus Augusti pro praetore)                                                              | Sesto Senzio Ceciliano (legatus Augusti pro praetore)                                                              | Sesto Senzio Ceciliano (legatus Augusti pro praetore) | Sesto Senzio Ceciliano (legatus Augusti pro praetore) | Sesto Senzio Ceciliano (legatus Augusti pro praetore) | Sesto Senzio Ceciliano (legatus Augusti pro praetore) |
| 73-75                                                         | Gaio Vibio Salutare (sub-procurator)                                                                               | Gaio Vibio Salutare (sub-procurator)                                                                               | ... | ... | ... | ... |
| 87-89                                                         | Lucio Vallio Tranquillo                                                                                            | Lucio Vallio Tranquillo                                                                                            | ... | ... | ... | ... |
| 105/106?                                                      | Lucio [...] | Lucio [...] | ... | ... | ... | ... |
| 107                                                           | ... | ... | Tito Quinzio Cesernio Stazio Macedo (procurator Augusti) | Tito Quinzio Cesernio Stazio Macedo (procurator Augusti) | Tito Quinzio Cesernio Stazio Macedo (procurator Augusti) | Tito Quinzio Cesernio Stazio Macedo (procurator Augusti) |
| 108-110                                                       | Marco Clodio Catullo (procurator Augusti pro legato)                                                               | Marco Clodio Catullo (procurator Augusti pro legato)                                                               | ... | ... | ... | ... |
| 112?-114?                                                     | Publio Besio Betuiniano Gaio Mario Memmio Sabino (procurator Augusti pro legato)                                   | Publio Besio Betuiniano Gaio Mario Memmio Sabino (procurator Augusti pro legato)                                   | ... | ... | ... | ... |
| 114?-116?                                                     | Lucio Seio Avito (procurator Augusti pro legato)                                                                   | Lucio Seio Avito (procurator Augusti pro legato)                                                                   | ... | ... | ... | ... |
| 120?-122                                                      | Cecilio Reddito (procurator Augusti pro legato)                                                                    | Cecilio Reddito (procurator Augusti pro legato)                                                                    | Lucio Seio Avito (procurator Augusti) | Lucio Seio Avito (procurator Augusti) | Lucio Seio Avito (procurator Augusti) | Lucio Seio Avito (procurator Augusti) |
| 128?-130                                                      | Marco Gavio Massimo (procurator Augusti pro legato)                                                                | Marco Gavio Massimo (procurator Augusti pro legato)                                                                | ... | ... | ... | ... |
| 131-133?                                                      | Freganio Massimo (procurator Augusti)                                                                              | Freganio Massimo (procurator Augusti)                                                                              | Lucio Vettio Latrone | Lucio Vettio Latrone | Lucio Vettio Latrone | Lucio Vettio Latrone |
| 135/136                                                       | Cecilio Reddito | Cecilio Reddito | ... | ... | ... | ... |
| 136?-142?                                                     | Gaio Censorino Nigro (procurator Augusti)                                                                          | Gaio Censorino Nigro (procurator Augusti)                                                                          | Gaio Petronio Celere (procurator Augusti) | Gaio Petronio Celere (procurator Augusti) | Gaio Petronio Celere (procurator Augusti) | Gaio Petronio Celere (procurator Augusti) |
| 140-145                                                       | Uttedio Onorato (legatus Augusti praeses)                                                                          | Uttedio Onorato (legatus Augusti praeses)                                                                          | ... | ... | ... | ... |
| 143?-145?                                                     | ... | ... | Tito Flavio Prisco Gallonio Frontone Marciuo Turbone (procurator Augusti pro legato)                                                                                       | Tito Flavio Prisco Gallonio Frontone Marciuo Turbone (procurator Augusti pro legato)                                                                                       | Tito Flavio Prisco Gallonio Frontone Marciuo Turbone (procurator Augusti pro legato)                                                                                       | Tito Flavio Prisco Gallonio Frontone Marciuo Turbone (procurator Augusti pro legato)                                                                                       |
| 146?-150?                                                     | Quinto Baieno Blassiano (procurator Augusti pro legato)                                                            | Quinto Baieno Blassiano (procurator Augusti pro legato)                                                            | ... | ... | ... | ... |
| 152/153?                                                      | ... | ... | Vario Clemente | Vario Clemente | Vario Clemente | Vario Clemente |
| 153/154                                                       | Flavio Flaviano | Flavio Flaviano | ... | ... | ... | ... |
| 154?-156                                                      | Tito Vario Prisco (procurator Augusti)                                                                             | Tito Vario Prisco (procurator Augusti)                                                                             | ... | ... | ... | ... |
| 157?-162                                                      | Quinto Claudio Feroce Eronio Montano (procurator Augusti)                                                          | Quinto Claudio Feroce Eronio Montano (procurator Augusti)                                                          | ... | ... | ... | ... |
| 162-164?                                                      | Volusio Marziale (procurator Augusti)                                                                              | Volusio Marziale (procurator Augusti)                                                                              | ... | ... | ... | ... |
| 165?-168                                                      | Tito Coiedo Massimo (procurator Augustorum pro legato)                                                             | Tito Coiedo Massimo (procurator Augustorum pro legato)                                                             | Baio Pudente (procurator Augustorum) | Baio Pudente (procurator Augustorum) | Baio Pudente (procurator Augustorum) | Baio Pudente (procurator Augustorum) |
| 171?-173                                                      | Publio Elio Crispino (procurator Augusti pro legato)                                                               | Publio Elio Crispino (procurator Augusti pro legato)                                                               | ... | ... | ... | ... |
| 173?-176?                                                     | Epidio Quadrato (procurator Augusti pro legato)                                                                    | Epidio Quadrato (procurator Augusti pro legato)                                                                    | Tiberio Claudio Prisciano (procurator Augusti) | Tiberio Claudio Prisciano (procurator Augusti) | Tiberio Claudio Prisciano (procurator Augusti) | Tiberio Claudio Prisciano (procurator Augusti) |
| 177?-179                                                      | Gaio Vallio Massimiano (procurator Augustorum pro legato)                                                          | Gaio Vallio Massimiano (procurator Augustorum pro legato)                                                          | Publio Elio Crispino (procurator Augustorum pro legato) | Publio Elio Crispino (procurator Augustorum pro legato) | Publio Elio Crispino (procurator Augustorum pro legato) | Publio Elio Crispino (procurator Augustorum pro legato) |
| 180                                                           | Decimo Veturio Macrino (procurator Augusti pro legato)                                                             | Decimo Veturio Macrino (procurator Augusti pro legato)                                                             | ... | ... | ... | ... |
| post 180-ante 198                                             | Aulo Scanzio Elio Larciano (procurator Augusti pro legato)                                                         | Aulo Scanzio Elio Larciano (procurator Augusti pro legato)                                                         | ... | ... | ... | ... |
| post 184-ante 192                                             | ... | ... | Claudio Perpetuo (procurator Augusti) | Claudio Perpetuo (procurator Augusti) | Claudio Perpetuo (procurator Augusti) | Claudio Perpetuo (procurator Augusti) |
| 195                                                           | ... | ... | Cneo Nunnio Marziale (procurator Augusti) | Cneo Nunnio Marziale (procurator Augusti) | Cneo Nunnio Marziale (procurator Augusti) | Cneo Nunnio Marziale (procurator Augusti) |
| 196?-197?                                                     | ... | ... | Lucio Alfeno Senecione (procurator Augusti) | Lucio Alfeno Senecione (procurator Augusti) | Lucio Alfeno Senecione (procurator Augusti) | Lucio Alfeno Senecione (procurator Augusti) |
| post 198-ante 209                                             | ... | ... | Gaio Ottavio Pudente Cesio Onorato (procurator Augustorum) Sesto Cornelio Onorato (procurator Augustorum)                                                                  | Gaio Ottavio Pudente Cesio Onorato (procurator Augustorum) Sesto Cornelio Onorato (procurator Augustorum)                                                                  | Gaio Ottavio Pudente Cesio Onorato (procurator Augustorum) Sesto Cornelio Onorato (procurator Augustorum)                                                                  | Gaio Ottavio Pudente Cesio Onorato (procurator Augustorum) Sesto Cornelio Onorato (procurator Augustorum)                                                                  |
| 198-199                                                       | Gaio Giulio Pacaziano (procurator Augusti pro legato)                                                              | Gaio Giulio Pacaziano (procurator Augusti pro legato)                                                              | ... | ... | ... | ... |
| 200-203?                                                      | Gaio Sertorio Cattiano (procurator Augustorum pro legato)                                                          | Gaio Sertorio Cattiano (procurator Augustorum pro legato)                                                          | Publio Elio Peregrino Rogato (procurator Augustorum praeses) | Publio Elio Peregrino Rogato (procurator Augustorum praeses) | Publio Elio Peregrino Rogato (procurator Augustorum praeses) | Publio Elio Peregrino Rogato (procurator Augustorum praeses) |
| 203-205?                                                      | Gneo Haio Diadumeniano (procurator Augustorum pro legato utrarumque Mauritaniarum Tingitanae et Caesariensis)      | Gneo Haio Diadumeniano (procurator Augustorum pro legato utrarumque Mauritaniarum Tingitanae et Caesariensis)      | Gneo Haio Diadumeniano (procurator Augustorum pro legato utrarumque Mauritaniarum Tingitanae et Caesariensis)                                                              | Gneo Haio Diadumeniano (procurator Augustorum pro legato utrarumque Mauritaniarum Tingitanae et Caesariensis)                                                              | Gneo Haio Diadumeniano (procurator Augustorum pro legato utrarumque Mauritaniarum Tingitanae et Caesariensis)                                                              | Gneo Haio Diadumeniano (procurator Augustorum pro legato utrarumque Mauritaniarum Tingitanae et Caesariensis)                                                              |
| 205-207?                                                      | Quinto Sallustio Macriniano (procurator Augustorum pro legato utrarumque Mauritaniarum Tingitanae et Caesariensis) | Quinto Sallustio Macriniano (procurator Augustorum pro legato utrarumque Mauritaniarum Tingitanae et Caesariensis) | Quinto Sallustio Macriniano (procurator Augustorum pro legato utrarumque Mauritaniarum Tingitanae et Caesariensis)                                                         | Quinto Sallustio Macriniano (procurator Augustorum pro legato utrarumque Mauritaniarum Tingitanae et Caesariensis)                                                         | Quinto Sallustio Macriniano (procurator Augustorum pro legato utrarumque Mauritaniarum Tingitanae et Caesariensis)                                                         | Quinto Sallustio Macriniano (procurator Augustorum pro legato utrarumque Mauritaniarum Tingitanae et Caesariensis)                                                         |
| 210-212?                                                      | Gaio Giulio Agriano (procurator Augusti pro legato)                                                                | Gaio Giulio Agriano (procurator Augusti pro legato)                                                                | Gaio Giulio Pacaziano (procurator Augusti pro legato) | Gaio Giulio Pacaziano (procurator Augusti pro legato) | Gaio Giulio Pacaziano (procurator Augusti pro legato) | Gaio Giulio Pacaziano (procurator Augusti pro legato) |
| 212-214?                                                      | ... | ... | Quinto Munazio Celso (praeses) | Quinto Munazio Celso (praeses) | Quinto Munazio Celso (praeses) | Quinto Munazio Celso (praeses) |
| 215-217                                                       | Marco Aurelio Sebasteno (procurator Augusti pro legato)                                                            | Marco Aurelio Sebasteno (procurator Augusti pro legato)                                                            | Marco Antonio Sabino (procurator) | Marco Antonio Sabino (procurator) | Marco Antonio Sabino (procurator) | Marco Antonio Sabino (procurator) |
| 217?-post 222? oppure post 250                                | Marco Aurelio Zenone Ianuario (praeses)                                                                            | Marco Aurelio Zenone Ianuario (praeses)                                                                            | Tito Elio Decriano (procurator Augusti) Giulio Cestillo (procurator Augusti)                                                                                               | Tito Elio Decriano (procurator Augusti) Giulio Cestillo (procurator Augusti)                                                                                               | Tito Elio Decriano (procurator Augusti) Giulio Cestillo (procurator Augusti)                                                                                               | Tito Elio Decriano (procurator Augusti) Giulio Cestillo (procurator Augusti)                                                                                               |
| 217?-ante 231 oppure post 250                                 | ... | ... | Marco Aurelio Zenone Ianuario (procurator Augusti praeses) | Marco Aurelio Zenone Ianuario (procurator Augusti praeses) | Marco Aurelio Zenone Ianuario (procurator Augusti praeses) | Marco Aurelio Zenone Ianuario (procurator Augusti praeses) |
| 222?/235?                                                     | Gaio Giulio Massimino (praeses pro legato) Lucio Aurelio Nemesiano (procurator Augusti)                            | Gaio Giulio Massimino (praeses pro legato) Lucio Aurelio Nemesiano (procurator Augusti)                            | Tito Licinio Ierocleto (procurator Augusti praeses provinciae) Gaio Giulio Massimino? (procurator Augusti praepositus limitis) Publio Flavio Clemente (procurator Augusti) | Tito Licinio Ierocleto (procurator Augusti praeses provinciae) Gaio Giulio Massimino? (procurator Augusti praepositus limitis) Publio Flavio Clemente (procurator Augusti) | Tito Licinio Ierocleto (procurator Augusti praeses provinciae) Gaio Giulio Massimino? (procurator Augusti praepositus limitis) Publio Flavio Clemente (procurator Augusti) | Tito Licinio Ierocleto (procurator Augusti praeses provinciae) Gaio Giulio Massimino? (procurator Augusti praepositus limitis) Publio Flavio Clemente (procurator Augusti) |
| 230?/235? (nella parte finale del regno di Alessandro Severo) | ... | ... | Quinto Assio Eliano (procurator Augusti rationis privatae) | Quinto Assio Eliano (procurator Augusti rationis privatae) | Quinto Assio Eliano (procurator Augusti rationis privatae) | Quinto Assio Eliano (procurator Augusti rationis privatae) |
| 226                                                           | Quinto Erennio (procurator Augusti)                                                                                | Quinto Erennio (procurator Augusti)                                                                                | ... | ... | ... | ... |
| 235?-238?                                                     | ... | ... | Publio Elio Vitaliano (procurator Augusti) Quinto Valerio (procurator Augusti)                                                                                             | Publio Elio Vitaliano (procurator Augusti) Quinto Valerio (procurator Augusti)                                                                                             | Publio Elio Vitaliano (procurator Augusti) Quinto Valerio (procurator Augusti)                                                                                             | Publio Elio Vitaliano (procurator Augusti) Quinto Valerio (procurator Augusti)                                                                                             |
| 238?-244?                                                     | ... | ... | Faltonio Restituziano (praeses) Publio Sallustio Sempronio Vittore (procurator Augusti)                                                                                    | Faltonio Restituziano (praeses) Publio Sallustio Sempronio Vittore (procurator Augusti)                                                                                    | Faltonio Restituziano (praeses) Publio Sallustio Sempronio Vittore (procurator Augusti)                                                                                    | Faltonio Restituziano (praeses) Publio Sallustio Sempronio Vittore (procurator Augusti)                                                                                    |
| 239                                                           | Marco Ulpio Vittore (procurator Augusti pro legato)                                                                | Marco Ulpio Vittore (procurator Augusti pro legato)                                                                | ... | ... | ... | ... |
| 241-244                                                       | ... | ... | Catelio Rufino (procurator Augusti) | Catelio Rufino (procurator Augusti) | Catelio Rufino (procurator Augusti) | Catelio Rufino (procurator Augusti) |
| 244-249?                                                      | Marco Maturio Vittorino (procurator Augusti pro legato)                                                            | Marco Maturio Vittorino (procurator Augusti pro legato)                                                            | Lucio Catellio Liviano (procurator Augusti) Marco Aurelio Atono Marcello (procurator Augusti praeses)                                                                      | Lucio Catellio Liviano (procurator Augusti) Marco Aurelio Atono Marcello (procurator Augusti praeses)                                                                      | Lucio Catellio Liviano (procurator Augusti) Marco Aurelio Atono Marcello (procurator Augusti praeses)                                                                      | Lucio Catellio Liviano (procurator Augusti) Marco Aurelio Atono Marcello (procurator Augusti praeses)                                                                      |
| 246?-250?                                                     | Marco Antonio Navillo Asiatico (procurator Augusti)                                                                | Marco Antonio Navillo Asiatico (procurator Augusti)                                                                | ... | ... | ... | ... |
| 253/260?                                                      | ... | ... | Marco Cornelio Ottaviano (praeses) | Marco Cornelio Ottaviano (praeses) | Marco Cornelio Ottaviano (praeses) | Marco Cornelio Ottaviano (praeses) |
| 276/282?                                                      | Clemente Valerio Marcellino (praeses)                                                                              | Clemente Valerio Marcellino (praeses)                                                                              | ... | ... | ... | ... |
| Anno                                                          | Mauretania Tingitana                                                                                               | Mauretania Tingitana                                                                                               | Mauretania Caesariensis | Mauretania Caesariensis | Mauretania Sitifensis | Mauretania Sitifensis |
| 288/289                                                       | ... | ... | Flavio Pecuario | Flavio Pecuario | ... | ... |
| 291/292                                                       | Marco Aurelio Cleto                                                                                                | Marco Aurelio Cleto                                                                                                | ... | ... | ... | ... |
| 293/305?                                                      | ... | ... | Ulpio Apollonio | Ulpio Apollonio | ... | ... |
| 293/305?                                                      | ... | ... | Tito Aurelio Litua | Tito Aurelio Litua | Tito Aurelio Litua | Tito Aurelio Litua |
| 305/306                                                       | ... | ... | Marco Valerio Vittore | Marco Valerio Vittore | ... | ... |
| 306/312?                                                      | ... | ... | Valerio Fausto | Valerio Fausto | ... | ... |
| 315/319?                                                      | ... | ... | ... | ... | Settimio Flaviano | Settimio Flaviano |
| 319/post 324                                                  | ... | ... | ... | ... | Flavio Terenziano | Flavio Terenziano |
| post 324                                                      | Flavio Memorio (comes Tingitaniae)                                                                                 | Flavio Memorio (comes Tingitaniae)                                                                                 | ... | ... | ... | ... |
| epoca di Costanzo II?                                         | Lucilio Costanzo (praeses Mauretaniae et Tingitaniae)                                                              | Lucilio Costanzo (praeses Mauretaniae et Tingitaniae)                                                              | ... | ... | ... | ... |
| 351/354?                                                      | ... | ... | ... | ... | Claudio Elpidio | Claudio Elpidio |
| 351/354?                                                      | ... | ... | ... | ... | Flavio Augustiano | Flavio Augustiano |

### Governatori di incerta collocazione
- Publio Elio Classico in Mauretania Caesariensis (epoca di Antonino Pio?);[90]
- Gaio Aspro Sabiniano in Mauretania Caesariensis (epoca di Marco Aurelio);[91]
- Tito Flavio Sereno in Mauretania Caesariensis (epoca di Alessandro Severo?);[92]
- Lucio Settimio Petroniano in Mauretania Caesariensis (fine II/inizi del III secolo?);[93]
- Marco Aurelio Vittore in Mauretania Caesariensis (epoca di Gallieno);[94]
- Tiberio Claudio Costante in Mauretania Caesariensis (I-III secolo? procurator Augusti);[95]